# Agalliopsis pallidipennis
Agalliopsis pallidipennis är en insektsart som beskrevs av Rauno E. Linnavuori och Delong 1979. Agalliopsis pallidipennis ingår i släktet Agalliopsis och familjen dvärgstritar. Inga underarter finns listade i Catalogue of Life.